# マイクロニクス (ゲーム会社)
株式会社マイクロニクス とは、かつて存在していたゲームソフト制作会社。

## 会社概要
この企業は、八木一夫（やぎ かずお）と塚田政彦（つかだ まさひこ）の手により1980年ごろに創立された。従業員数や資本金、八木と塚田のどちらが代表者だったかなどの会社概要は詳しく分かっていない。
マイクロニクスはカプコンやSNK、UPLなどの元請けの企業から依頼を受けて、アーケード版のゲームをファミリーコンピュータ（ファミコン）をはじめとした家庭用ゲーム機に移植する、いわゆる下請けのゲーム企業であった。
ハードの性能が異なるために仕方がない面はあるものの、同社がアーケード版からファミコン版への移植を手掛けた作品は、他社が移植を手掛けた作品に対してクオリティが低いものが多く、当時から現在に至るまで「劣化移植」として低評価である。
また、この企業は『おにゃんこTOWN』や『もっともあぶない刑事』などの家庭用オリジナル作品も手がけている。
1990年代にスーパーファミコンで『雷電伝説』の移植に携わった後、社名を「株式会社カオス」に変更したという説があるなど、1990年代中盤までゲーム業界で活動していたと思われる。
それ以降も、八木一夫・塚田政彦など一部スタッフの名を任天堂のスーパーファミコン作品『Zooっと麻雀』やビデオシステムのスーパーファミコン作品（※アーケード版からの移植作）『ソニックウィングス』、日本物産のメガドライブ作品（※PCエンジン『F1サーカス'91』のアレンジ移植作）『F1サーカスMD』、ナムコのゲームボーイカラー作品『ポケットキング』のスタッフロールなどで見ることが出来る。

## 開発した作品
GDRIの情報を基にしている。

### ファミリーコンピュータ
※（）内は発売元

#### 1985年
- 6月28日 エレベーターアクション（タイトー）
- 8月28日 ゲイモス（アスキー）
- 11月21日 おにゃんこTOWN（ポニーキャニオン）
- 12月11日 1942（カプコン）
- 12月21日 エグゼドエグゼス（徳間書店）

#### 1986年
- 2月8日 ソンソン（カプコン）
- 6月13日 魔界村（カプコン）※スタッフロールに八木一夫のニックネーム「Y.KAZZO」がある。
- 9月5日 スーパーピットフォール（ポニーキャニオン）
- 9月22日　ゴーストバスターズ（徳間書店）
- 11月26日 怒（ケイ・アミューズメントリース）
- 12月5日 タイガーヘリ（ポニーキャニオン）

#### 1987年
- 6月5日 アテナ（SNK）
- 7月18日 ジャンボウ（ケイ・アミューズメントリース）
- 8月7日 ミラクルロピット 2100年の大冒険（キングレコード）
- 9月5日 ゾイド 中央大陸の戦い（東芝EMI）
- 12月4日 アウトランダーズ（ビクター音楽産業）

#### 1988年
- 4月16日 怒II DOGOSOKEN（ケイ・アミューズメントリース）
- 5月27日 忍者くん 阿修羅ノ章（UPL）
- 12月10日 '89電脳九星占い by Jingukan（インダクションプロデュース）
- 12月16日 かぐや姫伝説（ビクター音楽産業）

#### 1989年
- 1月27日 ゾイド2 ゼネバスの逆襲（東芝EMI）※説明書に社名の記載がある。
- 8月4日 究極タイガー（CBS・ソニー）※スタッフロールに八木一夫のニックネーム「Y.KAZZO」がある。
- 12月8日 新・里見八犬伝 光と闇の戦い（東映動画）※パッケージ裏に「共同開発 株式会社マイクロニクス」とある。また、住所も掲載されている。

#### 1990年
- 2月6日 もっともあぶない刑事（東映動画）※パッケージ裏に「共同開発 株式会社マイクロニクス」の表記があり住所も掲載されている。
- 10月19日 ブラッディ・ウァリアーズ シャンゴーの逆襲（東映動画）※パッケージ裏に「共同開発 株式会社マイクロニクス」とある。また、住所も掲載されている。

#### 1993年
- 3月30日 快傑ヤンチャ丸3 対決!ゾウリンゲン（アイレム）
- 10月22日 大工の源さん2 赤毛のダンの逆襲（アイレム）

#### その他
- Thundercade　※『特殊部隊UAG』の移植。日本未発売で、ゲームクリアの後にエンディングを一時間以上待機すると、「（カブ）マイクロニクス」の表記つきでスタッフのメッセージが日本語で表示される[4]。

### ファミリーコンピュータ ディスクシステム
1988年7月19日
- 遠山の金さんすぺえす帖 MR.GOLD（東映動画）

### スーパーファミコン
1991年11月29日
- 雷電伝説（東映動画） ※パッケージ裏に「共同開発 株式会社マイクロニクス」とある。